# 丘應楠
丘應楠（1933年—2009年7月18日），台灣裔美國化學家。

## 生平
丘應楠為丘念台之子，台灣民主國副總統丘逢甲之孫。丘應楠在美國接受教育，1955年自伯里亚学院畢業，於1956年取得耶鲁大学碩士，1960年自耶鲁大学取得博士學位。博士班畢業後，於哥伦比亚大学進行博士後研究至1962年，之後至芝加哥大学繼續鑽研學術。1964年起，丘應楠擔任美國天主教大學助理教授，並分別於1966年及1970年取得副教授及正教授資格。1972年至1981年間擔任化學系系主任，2001年榮休。
丘應楠為美國物理學會會士，並於1986年獲選為中央研究院院士。妻子周侶芸為太平輪倖存者，亦為化學家。
2009年7月18日因肺炎病逝馬里蘭州银泉。